# Vinterliljesläktet
Vinterliljesläktet (Hesperantha) är ett släkte i familjen irisväxter med cirka 80 arter från södra Afrika.  En art, vinterlilja (H. coccinea), odlas som kruk- eller utplanteringsväxt i Sverige.